# Újszentiván
Újszentiván (szerbül: Нови Сентиван) község Csongrád-Csanád vármegye Szegedi járásában, Szeged szomszédságában. Első ismert írásos említése 1411-ből maradt fenn.

## Fekvése

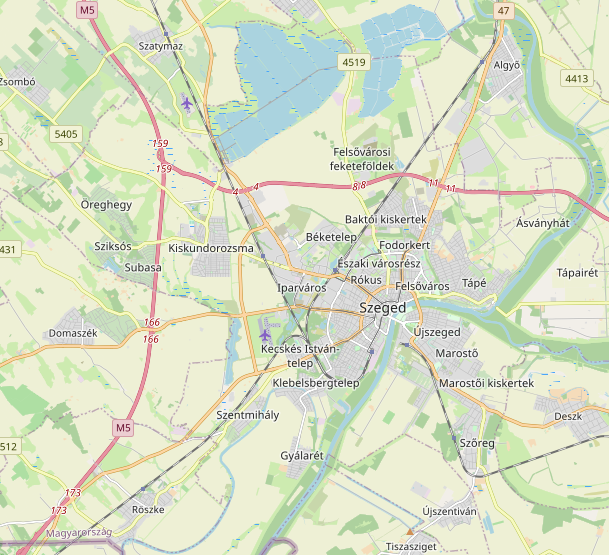
Újszentiván Szeged környéke térképén

A Bánság Magyarországon maradt területén, Szeged központjától 10 kilométerre helyezkedik el. Dél-délkeleti irányban Szeged Szőreg városrészével határos, attól kevesebb, mint egy kilométer választja el. Közigazgatási területe nyugat, észak és kelet felől is szegedi területekkel határos, csak délnyugat felől van más szomszédja, Tiszasziget, illetve délkeleti határszéle mintegy 3-4 kilométernyi hosszon a déli országhatárral esik egybe, amin túl már szerbiai területek nyúlnak el. A település központjától nagyjából 5 kilométerre folyik a Tisza (a folyónak mintegy 400 méternyi, bal parti partszakasza húzódik a község közigazgatási területének nyugati szélén).

### Megközelítése
A település közúton a Szőreg-Kübekháza-Klárafalva közti 4302-es útból kiágazó 43 104-es számú mellékúton érhető el amely innen még továbbvezet Tiszaszigetre. Régen vasútvonal is érintette a települést, de az már nagyon régen, évtizedekkel ezelőtt megszűnt, azóta a legközelebbi vasútállomás Szőregen (Szeged városrésze) található (Szőreg vasútállomás).

## Földrajza

### Földtan
Újszentiván tektonikai szerkezetét tekintve a Tiszai nagy szerkezeti egységhez, azon belül a Békés-Kodrui övhöz tartozik, harmadidőszaki medencealjzata idős gránit és kristályos pala. A település átlagos tengerszint feletti magassága 78 m.

### Domborzat
Újszentiván község a Marosszög és a Dél-Tisza-völgy kistájakon található.
A Marosszög kistáj 78 és 88,4 méter közötti tengerszint feletti (tszf-i) magasságú, kis átlagos relatív reliefű (átlagérték 0,5 m/ km2) ártéri szintű tökéletes síkság, amelyet kisebb szigetek tarkítanak. A felszíni formák nagyobb része folyóvízi eredetű; a felszínt a Tisza és a Maros különböző mértékben feltöltődött holtágai, morotvaroncsai fedik. Újszentiván és Tiszasziget között egykori meder lenyomata található, mely Tiszaszigetet öleli át félkörívesen déli irányból. A lösziszappal fedett ármentes térszínek 2–3 méterrel magasabbak környezetüknél. Az eolikus felhalmozódást tükrözik a helyenként előforduló szélbarázdák és garmadabuckák. Ez az ország legmélyebb fekvésű kistája.
A Dél-Tisza-völgy kistáj 77 és 91 méter közötti tszf-i magasságú, kis relatív reliefű ártéri szintű síkság. Relatív reliefe 0–2 m/km2 közötti; tagoltabb felszín csak az infúziós löszből képződött ármentes kiemelkedések és az övzátonyok, parti zátonyok környezetében akad. Az előbbiek olykor 2 métert is elérő, kicsipkéződött szélű tereplépcsővel csatlakoznak az ártérhez. A felszíni formák döntő többségükben folyóvízi eredetűek. A kistáj 83 méter alatti részei a folyószabályozások előtt általában időszakosan vízzel borítottak voltak.

### Éghajlat
Meleg, száraz éghajlatú kistáj. Az évi napsütés összege megközelíti a 2020 órát, a nyári 840, a téli 190-195 óra. Újszentiván évi középhőmérséklete 12 Co. A terület erősen veszélyeztetett aszállyal. A globális sugárzás évi összege 4500-4600 MJ/m2 (Dávid et. al. alapján 2002). Az átlagos szélsebesség egy nyári napon 2,5–3 m/s, tipikus széliránya ÉNy-i, a D-i és a DK-i. Az éves csapadékösszeg átlaga 1960 és 1990 között 500–550 mm, napjainkra fokozatosan szárazodó tendenciát mutat. A vegetációs időszakban 310–320 mm eső várható. A hótakarós napok átlagos évi száma 31 nap, átlagosan 17 cm-es maximális vastagsággal.

### Vízrajz
Újszentivánnak kb. 350 m-es szakasza érinti a Tiszát, ezáltal hazánk második legnagyobb folyója is a település felszíni vizei közé tartozik. A Duna leghosszabb mellékfolyója a Tisza, teljes hossza 966 km, ebből ma 780 km hajózható (Újszentiván tiszai szakasza is ide tartozik). A Tisza vízgyűjtő területe meghaladja a 157.000 km2-t. A folyó vízállása erősen ingadozó.
Újszentivánhoz legközelebbi mérőállomás Szegeden található. Szegednél a Tisza vízgyűjtő terület 138.408 km2, a torkolattól mért távolsága 173,5 km, a vízmérce „0” pontjának jelenlegi magassága 73,7 mBf.

### Talaj
A község területén genetikai talajtípus szerint 3 talaj található: réti talaj; fiatal, nyers öntéstalaj; illetve sztyeppesedő réti szolonyec. Ezek talajérték száma 50 és 10 közé tehető, ami a 100-as skálán átlagosnak és átlag alatti minőségű talajoknak mondhatók.

### Élővilág
A településen nem található természet- és környezetvédelmi terület.
A folyók szabályozását, a bel- és vadvizeket levezető csatornák kialakításával a táj képe lényegesen megváltozott. A Tisza-Maros szögben egykori feljegyzések alapján még farkas, hód, vadmacska, vidra is élt; ma azonban csak denevér, hörcsög, mezei nyúl, mezei pocok, patkány, őz, ürge, róka és vakond él. A madárvilág összetételében is jelentős változás következett be, napjainkban leginkább egerészölyv, fácán, fakopáncs, fogoly, fürj, gerle, tőkés réce, vetési varjú és mezei veréb népesíti be a területet. Tovább tarkítja az élővilág gazdagságát a rengeteg átvonuló madár melyek az év változatos időszakaiban választják ideiglenes otthonuknak a Tisza-Maros szögét. Invazív állatfajok is előfordulnak a településen, többek közt ilyen a zöld vándorpoloska, a krumplibogár, a spanyol meztelencsiga, a vörösfülű ékszerteknős.

## Története
Újszentiván neve a középkorban Szent Iván volt, melyet templomáról kapott. A települést először 1411-ben említik, Zenth Iwan néven. Kezdettől fogva kisebb nemesi családok birtokolták, magyar jobbágyok lakták - a XVII. század közepéig, amikor a felszabadító háborúk következtében elpusztult. Ennek eredményeképpen 1700 körül már, mint puszta került bele a püspöki birtoklajstromokba.
1783-ban Ószentivánról (a mai Tiszaszigetről) ideköltözött a szerb lakosság. A XIX. század derekán Csanádról rajnai frank eredetű, jómódú németség települt be, mely példamutató istállózó jószágtartást folytatott. A Szegedről kirajzott dohánykertész és bérlő, cselédsorban élő magyarság hosszú időn át a legszegényebb rétegként élt errefelé. Németek - főleg az 1944. évi menekülés, s 1946-os kitelepítésük következtében - mára alig maradtak.
Az első világháborút követően Újszentiván - a Tisza-Maros szög többi községével együtt – 1918. november 21-étől 1921. augusztus 21-ig megszállás következtében a Szerb – Horváth – Szlovén királysághoz tartozott. A háború és megszállás után mintegy 250 szerb kivándorolt Jugoszláviába, és a helyükre magyarok telepedtek le. A trianoni békeszerződés előtt Torontál vármegye Törökkanizsai járásához tartozott.
A második világháború végén, 1944. október 9.-én, délután Térvár felől és a Partról közeledve elérték a települést az orosz csapatok. A német haderő az ezt megelőző napon este felrobbantva a temesvári vasúton két vagon lőszert – sietve elhagyták a falut.

## Közélete

### 2020-as évek
2022. februárjában a már 17 éve hivatalban levő Putnik Lázár polgármestert a Nemzeti Nyomozó Iroda munkatársai egy csalás gyanújával indult büntetőügy kapcsán őrizetbe vették, mert erősen túlárazott egy jobbára állami forrásból épülő munkásszállót. Ugyanezen a napon a képviselő-testület feloszlatta magát. Az emiatt szükségessé vált időközi választást 2022. július 3-án tartották meg; a választáson négy független és egy, a kormánypártok által támogatott jelölt indult el, érdekesség, hogy egyikük sem volt tagja a korábbi képviselő-testületnek.
Bár időközben a csalási ügy vádemelésig jutott, Putnik a 2024. június 9-én tartott újabb önkormányzati választáson nemcsak, hogy jogszerűen elindulhatott, de le is győzte ellenfeleit, köztük a hivatalban lévő településvezetőt is.

### Polgármesterei
- 1990–1994: Talpai János (független)[13]
- 1994–1998: Dr. Talpai János (független)[14]
- 1998–2002: Dr. Talpai János (független)[15]
- 2002–2006: Dr. Talpai János (független)[16]
- 2006–2010: Putnik Lázár (független)[17]
- 2010–2014: Putnik Lázár (független)[18]
- 2014–2019: Putnik Lázár (független)[19]
- 2019–2022: Putnik Lázár (független)[20]
- 2022–2024: Bodó Imre (független)[21]
- 2024– : Putnik Lázár (független)[1]

A képviselő-testület tagjai a 2019-es önkormányzati választás után Putnik Lázár polgármester, dr. Juhász Tibor alpolgármester, továbbá Bartalos Balázs, Dunai József*, Révész Rozália, dr. Talpai János* és Tarjánné Kádár Piroska* képviselők lettek; a csillaggal jelölt képviselők a Vállalkozók Szentiváni Egyesülete jelöltjeiként, a többiek függetlenként jutottak mandátumhoz.

## Népesség
| Lakosok száma | 1636 | 1649 | 1671 | 1912 | 1899 | 2008 | 2113 | 1875 | 1880 | 1935 |
|               | 2004 | 2008 | 2010 | 2014 | 2015 | 2018 | 2020 | 2022 | 2023 | 2024 |

2001-ben a település lakosságának 95%-a magyar, 3%-a szerb, 1%-a cigány és 1%-a egyéb nemzetiségűnek vallotta magát.
A 2011-es népszámlálás során a lakosok 80,5%-a magyarnak, 0,3% bolgárnak, 1,7% cigánynak, 0,8% németnek, 0,4% románnak, 3,4% szerbnek, 0,2% szlováknak mondta magát (19,2% nem nyilatkozott; a kettős identitások miatt a végösszeg nagyobb lehet 100%-nál). A vallási megoszlás a következő volt: római katolikus 37,3%, református 4,3%, evangélikus 0,7%, görögkatolikus 0,6%, felekezeten kívüli 23% (30,4% nem nyilatkozott).
2022-ben a lakosság 92,4%-a vallotta magát magyarnak, 3,1% szerbnek, 1,3% cigánynak, 0,4% románnak, 0,4% németnek, 0,3% bolgárnak, 0,1-0,1% szlováknak, ruszinnak, horvátnak, szlovénnek és görögnek, 4,3% egyéb, nem hazai nemzetiségűnek (7,4% nem nyilatkozott; a kettős identitások miatt a végösszeg nagyobb lehet 100%-nál). Vallásuk szerint 26,8% volt római katolikus, 3,9% református, 1,4% ortodox, 1,1% görög katolikus, 0,5% evangélikus, 0,1% izraelita, 1,3% egyéb keresztény, 0,5% egyéb katolikus, 19,7% felekezeten kívüli (44,7% nem válaszolt).

## Nevezetességei
- Keresztelő Szent János Római Katolikus templom
- Isten Anyja Elhunyta Szerb Pravoszláv templom
- Kligl Sándor 1956-os gyerekhőst ábrázoló szobra

## Gazdasága
A település legnagyobb vállalkozásai a Faktum bútorüzem, a Bovira Zrt. illetve a Tisza-Új Zrt.